# Walter Vera
Walter Vera (Durazno, 29. ožujka 1928.) bio je urugvajski športski strijelac‎.
Nastupio je na Olimpijskim igrama 1968. u Mexico Cityju u disciplini pištolj slobodnog izbora 50 metara. 